# Vlag van Pernambuco

Vlag van Pernambuco

De vlag van Pernambuco bestaat uit een brede horizontale blauwe baan boven een iets minder brede witte baan. In de blauwe baan staat een regenboog met daaronder een zon en daarboven een ster. In de witte baan staat een rood kruis. De vlag is op 23 februari 1917 in gebruik genomen.
De vlag vindt zijn oorsprong in de revolutie van 1817 en werd honderd jaar later (bij de herdenking) officieel aangenomen. Het blauw staat voor de grootsheid van de hemel, de regenboog symboliseert de eenheid onder de inwoners van Pernambuco, de ster staat voor de integratie van de staat in Brazilië en de zon staat voor energie en kracht. Het kruis staat voor het geloof in gerechtigheid; het wit staat voor vrede.

## Voormalige vlaggen

Vlag van de revolutie van 1817.
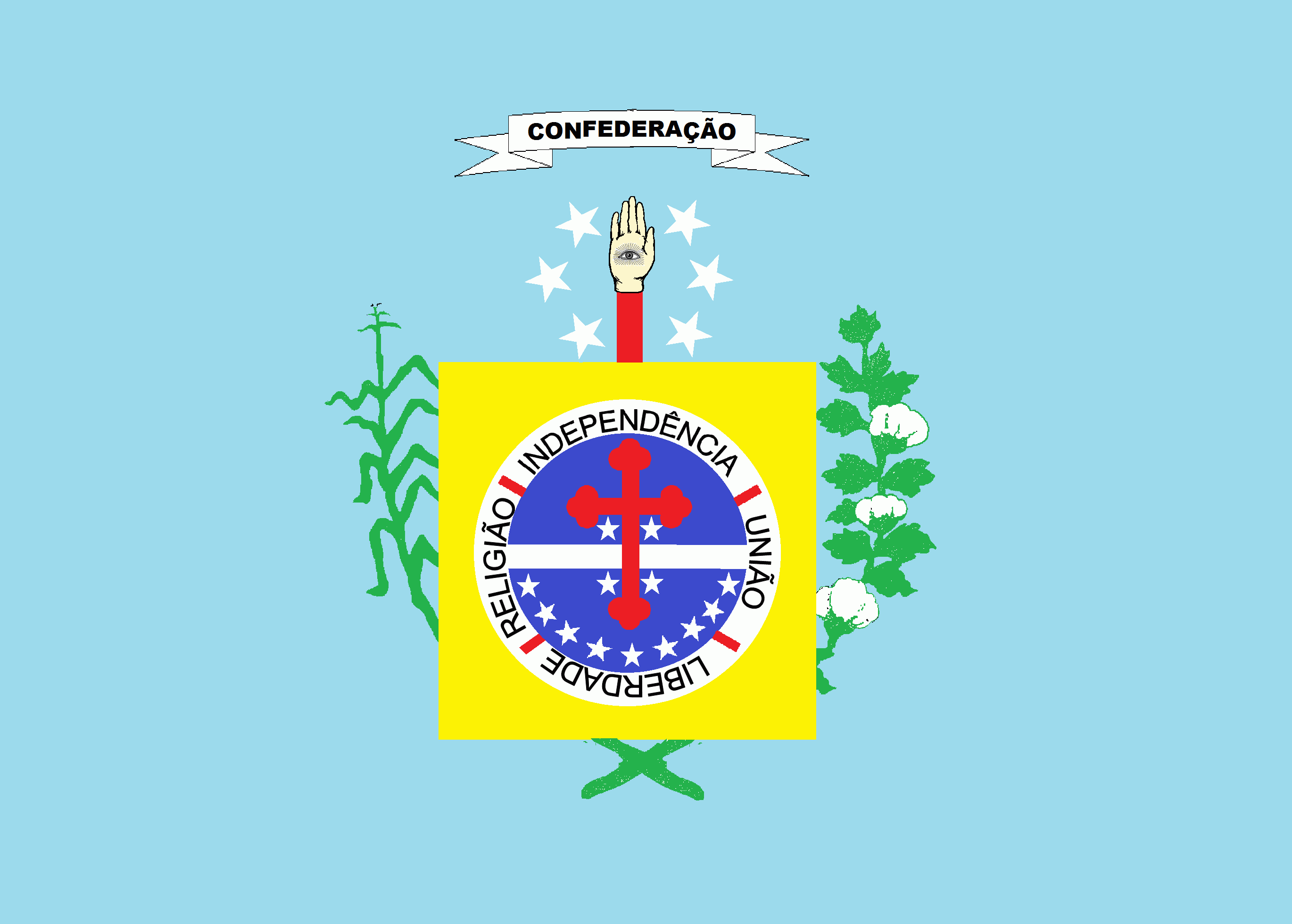
Vlag van de Confederação do Equador.
Vlag van de provincie Pernambuco
Vlag van Pernambuco (1911 - 1917).
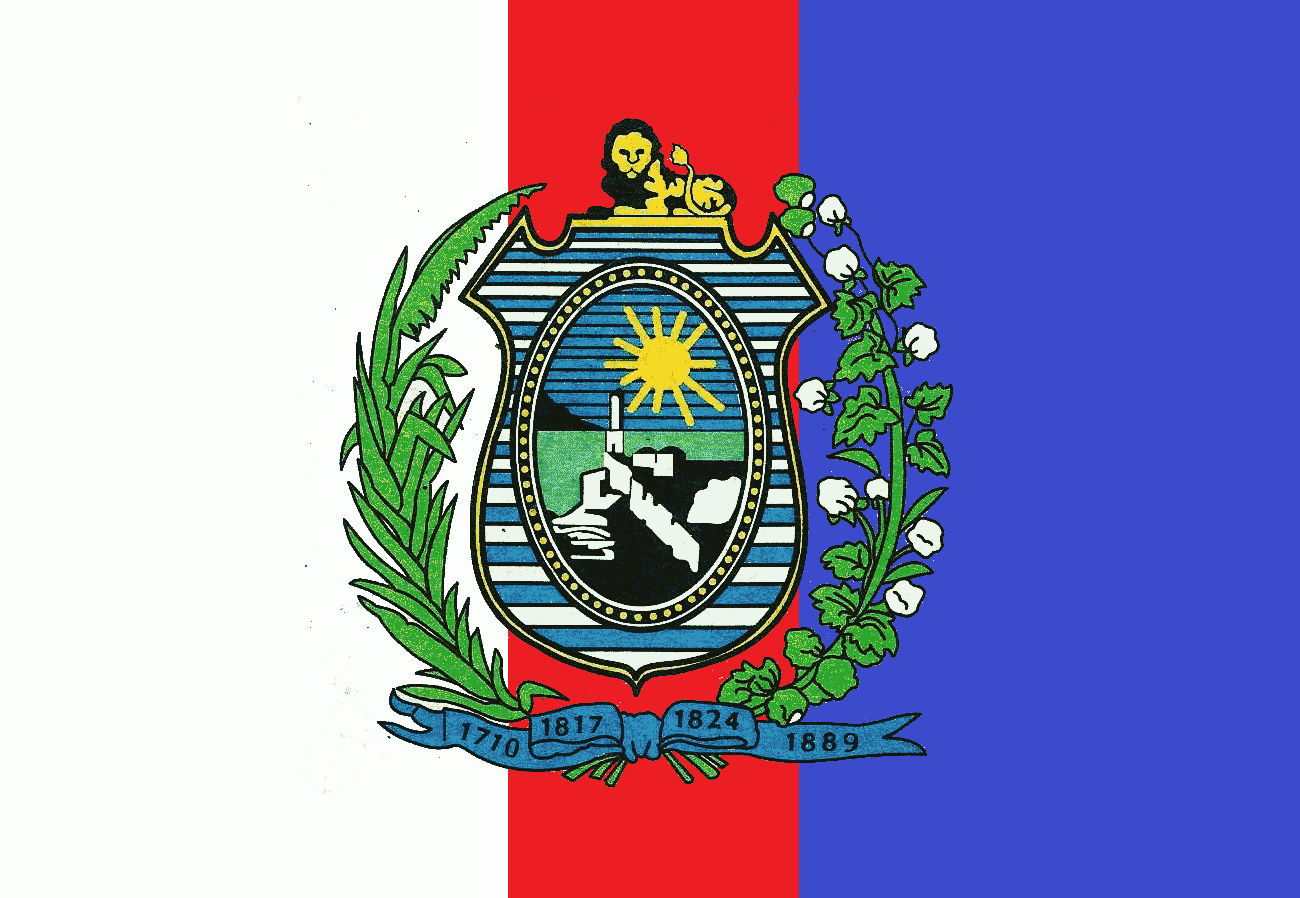
Vlag van de Governador de Pernambuco.